# Civran (prénom)
Pour l’article homonyme, voir Civran.
Civran est un prénom masculin, ancienne forme populaire équivalente de la forme savante Cyprien. Il existe aussi les variantes Cyvran et Subran. Les formes Cíbran (occitan) et Cebrià (catalan), qui en sont proches et étaient répandues sur le territoire français, ont systématiquement été francisées avec la forme savante Cyprien.

## Lieux
France
- Saint-Civran (Indre), dont les habitants sont appelés les Cyprianais.
- Saint-Subran (Périgord)[3], devenu Saint-Cyprien en Dordogne et appelé Sent Cíbran en occitan.
- Sent Cibran, nom occitan de Saint-Cyprien en Corrèze.
- Sant Cebrià, nom catalan de Saint-Cyprien dans les Pyrénées-Orientales.
- San Subran, quartier de Toulouse francisé en Saint-Cyprien.

## Saints des églises chrétiennes
- Saint Cyvran de Brescia[2].
- Saint Subran ou Saint Cyprien, abbé du Périgord ayant fondé un ermitage autour duquel s'est développé le peuplement du même nom, et mort à la fin du VIe siècle[4].